# Aeschynomene glauca
Aeschynomene glauca är en ärtväxtart som beskrevs av Robert Elias Fries. Aeschynomene glauca ingår i släktet Aeschynomene och familjen ärtväxter. Inga underarter finns listade i Catalogue of Life.